# جهاز إف إس 5000
جهاز إف إس 5000 (بالإنجليزية: Jitterlyzer) هو جهاز يقوم بتحليل تقلقل الإرسال على مستوى طبقة مادية لحافلة اتصال تسلسلي. ويمكنها إدخال تقلقل إرسال محكوم وقياس خصائص تقلقل الإرسال الداخل. عند استخدامه مع محلل المنطق أو محلل الناقل البيني، يمكنه ربط هذه القياسات بتحليل البروتوكول، و إجراء اختبارات الطبقة المادية بينما يكون النظام قيد الاختبار في حالة معالجة حركة مرور حافلة حية.

## قياسات تقلقل الارسال
يقووم جهاز إف إس 5000 بقياس تقلقل الارسال ضمن فئتين رئيسيتين:

### التوقيت
هناك أربعة قياسات توقيت مختلفة:
- مخطط معدل الاخفاق يمكن أن يوفر بصمة واضحة على أداء معدل خطأ البت للوصلة قيد الاختبار. يُحصل على معدل الاخفاق من خلال رسم خط أفقي عبر الموجة قيد الاختبار. ومن ثم يحسب دالة توزيع الاحتمالات لانتقالات الإشارة عبور الصفر من جهد عالٍ إلى جهد منخفض أو من جهد منخفض إلى جهد عالٍ. يعد معدل الاخفاق مفيدًا لأنه يمنح الكثير من البصمات حول سلوك النظام. بالإضافة إلى تقدير معدل خطأ البت، فإنه يعطي مؤشرًا عن كمية الهامش الموجودة في النظام. وعند ربطه باختبار البروتوكول باستخدام تقلقل الارسال، فإن وجود هامش كبير يمكّن المهندسين من استبعاد الطبقة المادية بسرعة كسبب محتمل لأخطاء معينة في البروتوكول .

- إحصائيات – تُظهر الجهاز قياسات التقلقل الكلي في الإرسال او معدل خطأ البت بشكل مباشر دون الحاجة إلى استنتاج رياضي .  وتشمل هذه طريقة أيضًا طريقة لفصل تقلقل الإرسال العشوائي عن تقلقل الإرسال المحدد وذلك لإتمام عملية التحليل. كما يتم توفر قيمة عددية لكل من تقلقل الارسال العشوائي و تقلقل الارسال المحدد بناءً على حركة مرور البيانات الواقعية.
- عرض الحافلة – يعرض انحراف القنوات بالنسبة لبعضها البعض عبر أربع قنوات في آنٍ واحد .

- مخطط تقلقل الإرسال – يُنفذ هذا الأسلوب على حركة مرور بيانات حقيقية، حيث يختار الجهد الذي يعبر الصفر في البيانات الداخلة، ثم يقوم بعد انتقالات الإشارة التسلسلية عالية السرعة كدالة لمواقع الطور. ومن ثم يرسم مخطط بياني يوضح عدد مرات التكرار مقابل التأخير.[2]

#### العين
هناك ثلاث طرق مختلفة لقياس العين:
- مخطط العين:  تُجرى هذه الطريقة على حركة المرور الحقيقية. يوفر معلومات أكثر بكثير من مجرد فتحة العين الرأسية أو فتحة العين الأفقية. بدلاً من ذلك، يعطي مؤشراً أولياً على معايير مثل التشتت في مسار الإشارة، ومشاكل زمن الصعود، وما إلى ذلك. كما يمكن رؤية مثال لمخطط العين الذي حُصل عليه باستخدام  تقلقل الارسال.

- راسم إشارة: يسمح هذا القياس للمستخدم برؤية تتبع راسم الإشارة في وضع الاستمرار، مما يتيح الفحص المباشر لمخطط العين. تمثل الألوان تردد مرور الإشارة المقاسة عبر كل نقطة، حيث يمثل اللون الأحمر الأكثر تكراراً، والأسود الأقل تكراراً.

- مخطط توزيع الجهد: هذا القياس مشابه لمخطط تقلقل الارسال إلا أنه يكون في المجال الرأسي، ويوضح مقدار ضوضاء الجهد الموجودة على إشارة التسلسل عالي السرعة، وهو مشابه من حيث المبدأ لارتفاع العين الرأسي.[2]

## توليد تقلقل الارسال

### نمط البيانات
- حركة بيانات حية

- انماط مطابقة مبرمجة مسبقا

### ملف تقلقل الارسال
- نطاق التردد 19.07 كيلوهرتز - 19.99 ميغاهرتز
- نطاق السعة 40 بيكو ثانية - 1200 بيكو ثانية
- سعة التأرجح التفاضلي 400 إلى 1600 ميلي فولت[2]